# Liudas Mažylis
Liudas Mažylis é um político lituano que atualmente é membro do Parlamento Europeu pela União Nacional.